# Chambrecy

Chambrecy este o comună în departamentul Marne, Franța. În 2009 avea o populație de 142 de locuitori.